# Meloe proscarabaeus
Meloe proscarabaeus es un escarabajo europeo de la familia Meloidae. Vive en prados, bordes de campos cultivados y otros lugares templados en la mayor parte de Europa, excepto al norte. La subespecie M. p. sapporensis se encuentra en Japón. Carece de alas traseras y los élitros son de tamaño reducido. Puede llegar a los 20 mm de longitud. Produce una secreción con cantaridina, al igual que otros miembros de la familia.

## Ciclo vital
Las hembras depositan los huevos en el suelo. La larva es un planidio en su primer estadio. El planidio trepa a una planta con flores y espera la llegada de una abeja solitaria. Con sus garras bien desarrolladas se trepa y se deja llevar al nido. Allí se alimenta del huevo de la abeja y de las provisiones de néctar y polen. Los estadios siguientes son los típicos de larvas de escarabajos. La pupa permanece en el nido de la abeja. El adulto vuela en busca de pareja.[cita requerida]
Gerald Durrell describe a este escarabajo y su larva en su autobiografía My Family and Other Animals.

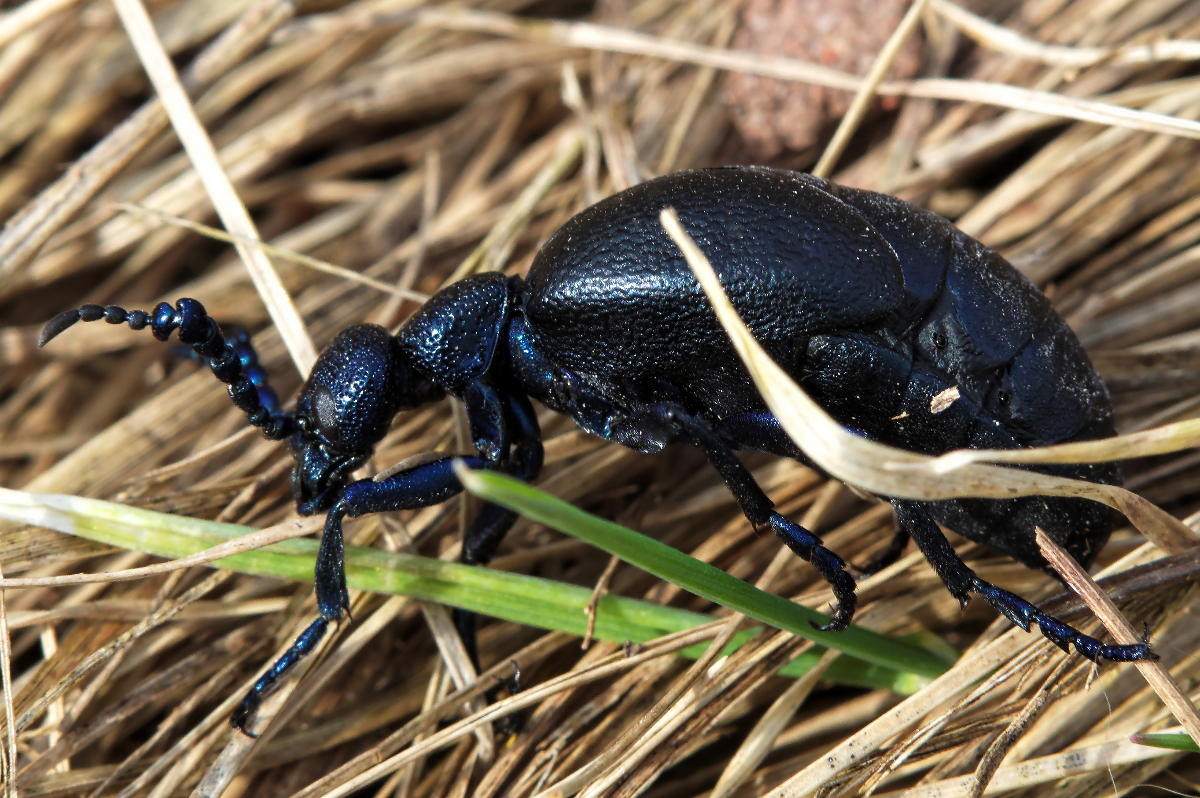
Meloe Proscarabaeus (macho)
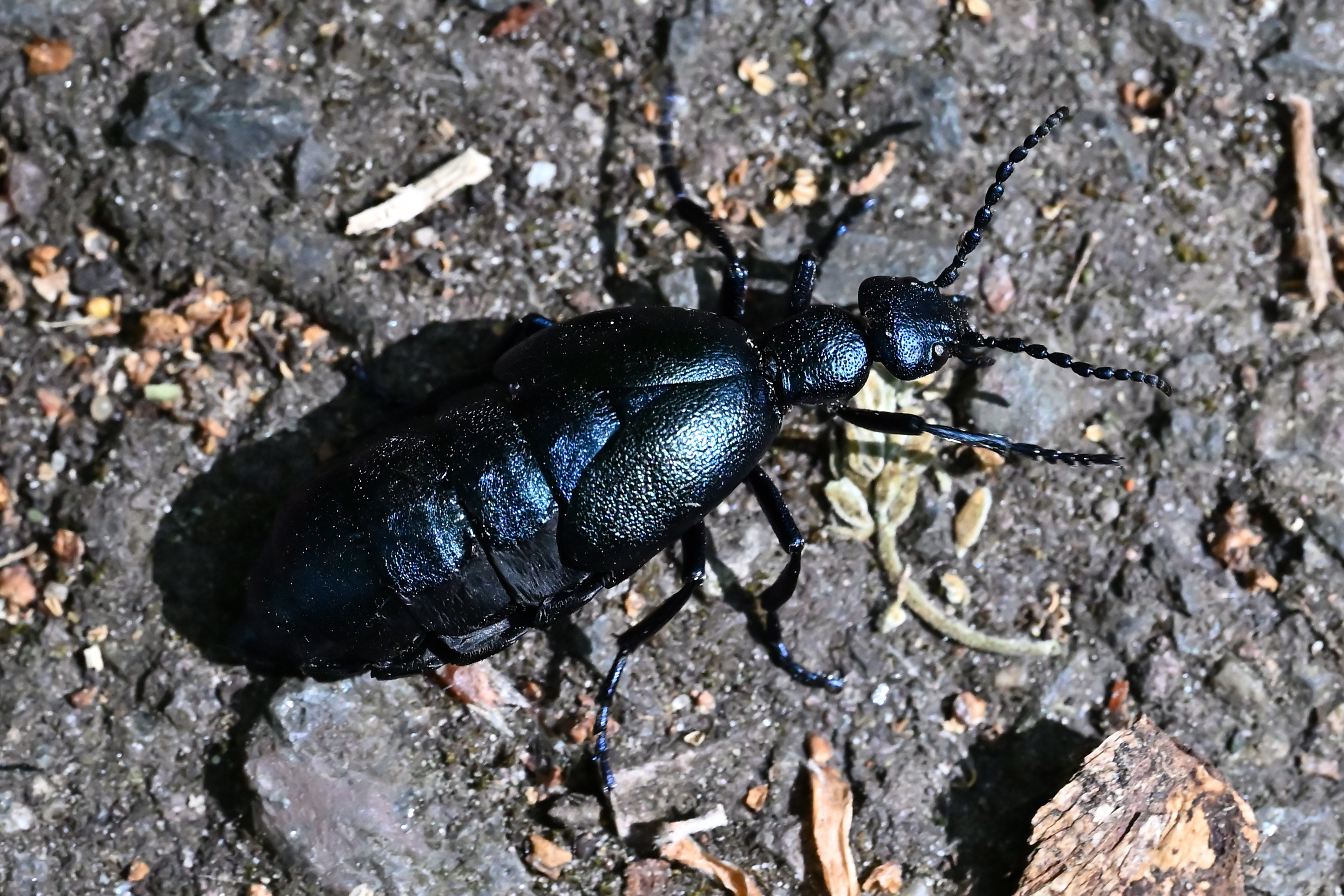
Meloe Proscarabaeus (femenino)